# Ronde van Italië 2025/Derde etappe
De derde etappe van de Ronde van Italië 2025 vond plaats op 11 mei. De etappe werd gewonnen door de Deen Mads Pedersen, die Corbin Strong en Orluis Aular voorbleef in de sprint en door bonificatieseconden het roze weer overnam van Primož Roglič.

## Parcours
De etappe startte in Vlorë en liep geheel over Albanees grondgebied. Onderweg waren twee tussensprints in Gjorm en Gjilekë en een Red Bull kilometer in Himarë. Na ruim 65 kilometer moest het peloton over de eerste beklimming van de dag: de Qafa Shkallë (vierde categorie). Later volgde met de beklimming naar de Llogarapas een klim van de tweede categorie. De top van die klim lag op bijna veertig kilometer finish. Na de afdaling bleef er nog zo'n 25 kilometer over grotendeels vlakke wegen over richting de finish in Vlorë.

## Koersverloop
In de eerste kilometers van de rit probeerde verschillende renners zonder succes weg te geraken. Onder hen de broers Mattia Bais en Davide Bais, Dries De Bondt, Martin Marcellusi, Fausto Masnada en Rémy Rochas. In de vlucht van de dag zaten Lorenzo Germani, Joshua Tarling, Mark Donovan en Chris Hamilton. Daarachter probeerden Alessandro Tonelli en Dries De Bondt naar de groep te rijden. Achter hen probeerde Martin Marcellusi nog weg te rijden maar werd al snel weer gegrepen. De Bondt en Tonelli sloten zich op 136 kilometer van de streep aan bij de groep.
Alessandro Tonelli won de eerste sprint in Gjorm. Op de klim naar Qafa Shkallë kwam de Brit Mark Donovan als eerste boven. In de Red Bull kilometer kwam Dries De Bondt als eerste over de streep. In het peloton moesten verschillende renners lossen. In de tussensprint in Gjilekë won Chris Hamilton. Op 55 kilometer van de streep kreeg De Bondt een lekke band en werd gelost uit de kopgroep. Op veertig kilometer van de streep brak de kopgroep in twee en reden twee renners naar de kopgroep. De nieuwe samenstelling werd Chris Hamilton, Alessandro Tonelli, Lorenzo Fortunato en Pello Bilbao. Tonelli en Hamilton losten op de Qafa e Llogarasë.
In de peloton volgde aanvallen van Tom Pidcock, Giulio Ciccone en Mathias Vacek. Lorenzo Fortunato kwam als eerste boven op de klim en pakte de bergpunten. Op negentien kilometer van de streep werden de vluchters weer gegrepen. Het peloton reed in groep naar de streep en in de massasprint won de Deen Mads Pedersen voor Corbin Strong en Orluis Aular.

## Uitslagen
| Vlorë – Vlorë (160 km) |                   |                               |          |
| Plaats                 | Naam              | Ploeg                         | tijd     |
| Winnaar                | Mads Pedersen     | Lidl-Trek                     | 3u49'47" |
| 2                      | Corbin Strong     | Israel-Premier Tech           | z.t.     |
| 3                      | Orluis Aular      | Movistar                      | z.t.     |
| 4                      | Brandon Rivera    | INEOS Grenadiers              | z.t.     |
| 5                      | Edoardo Zambanini | Bahrain Victorious            | z.t.     |
| 6                      | Stefano Oldani    | Cofidis                       | z.t.     |
| 7                      | Andrea Vendrame   | Decathlon AG2R La Mondiale    | z.t.     |
| 8                      | Filippo Fiorelli  | VF Group-Bardiani CSF-Faizanè | z.t.     |
| 9                      | Christian Scaroni | XDS Astana                    | z.t.     |
| 10                     | Davide De Pretto  | Jayco AlUla                   | z.t.     |
|                        |                   |                               |          |
| 20                     | Quinten Hermans   | Alpecin-Deceuninck            | z.t.     |
| 54                     | Thymen Arensman   | INEOS Grenadiers              | z.t.     |

| Algemeen klassement |                   |                         |          |
| Plaats              | Naam              | Ploeg                   | Tijd     |
| Roze trui           | Mads Pedersen     | Lidl-Trek               | 7u42'10" |
| 2                   | Primož Roglič     | Red Bull-BORA-hansgrohe | + 9"     |
| 3                   | Mathias Vacek     | Lidl-Trek               | + 14"    |
| 4                   | Brandon McNulty   | UAE Team Emirates-XRG   | + 21"    |
| 5                   | Juan Ayuso        | UAE Team Emirates-XRG   | + 25"    |
| 6                   | Isaac del Toro    | UAE Team Emirates-XRG   | + 26"    |
| 7                   | Max Poole         | Picnic PostNL           | + 33"    |
| 8                   | Antonio Tiberi    | Bahrain Victorious      | + 34"    |
| 9                   | Michael Storer    | Tudor                   | + 36"    |
| 10                  | Giulio Pellizzari | Red Bull-BORA-hansgrohe | + 40"    |
|                     |                   |                         |          |
| 11                  | Wilco Kelderman   | Visma \| Lease a Bike   | + 41"    |
| 36                  | Quinten Hermans   | Alpecin-Deceuninck      | + 1'44"  |

1e etappe ·
2e etappe ·
3e etappe ·
4e etappe ·
5e etappe ·
6e etappe ·
7e etappe ·
8e etappe ·
9e etappe ·
10e etappe ·
11e etappe ·
12e etappe ·
13e etappe ·
14e etappe ·
15e etappe ·
16e etappe ·
17e etappe ·
18e etappe ·
19e etappe ·
20e etappe ·
21e etappe
Startlijst · Eindstanden · Afbeeldingen